# Sólyom Kálmán
Sólyom Kálmán (Budapest, 1967 –) magyar gyerekszínész.

## Pályája
1978-ban és 1979-ben gyerekszínészként szerepelt filmekben, tévéjátékokban.

## Filmes és televíziós szerepei
- Snuki (1978)[1][2]... Robin (Három testvér — két fiú és egy lány — nyári kalandjáról szóló történetben a kisebbik fiú (Robin), sci-fi rajongó. Az ő álma elevenedik meg a filmben: egy csodálatos teremtményre találnak, „aki” egy idegen bolygóról érkezett.)
- Sértés (1979)... Szása fia (Tordy Géza fiaként tűnik fel a Suksin novella filmes változatában)
- Áramütés (1979)... Béla (a film főszereplőinek, Virágnak (Görbe Nóra) és Vincének (Andorai Péter) a kisöccse)
- Ki beszél itt szerelemről? (1979)... a gyerek Bohus Tamás (a film egy rövid jelenetében Bohus Tamás, – akit Gálffi László játszik – gyerekként, beáll kapufának)